# دومیترو رادوکانو
دومیترو رادوکانو (انگلیسی: Dumitru Răducanu؛ زادهٔ ۱۹ ژوئیه ۱۹۶۷) قایقران روئینگ اهل رومانی بود.
وی در مسابقات کشوری و بین‌المللی در مجموع برندهٔ ۲ مدال طلا، ۴ مدال نقره، ۳ مدال برنز شده‌است.